# Euston (London Underground)

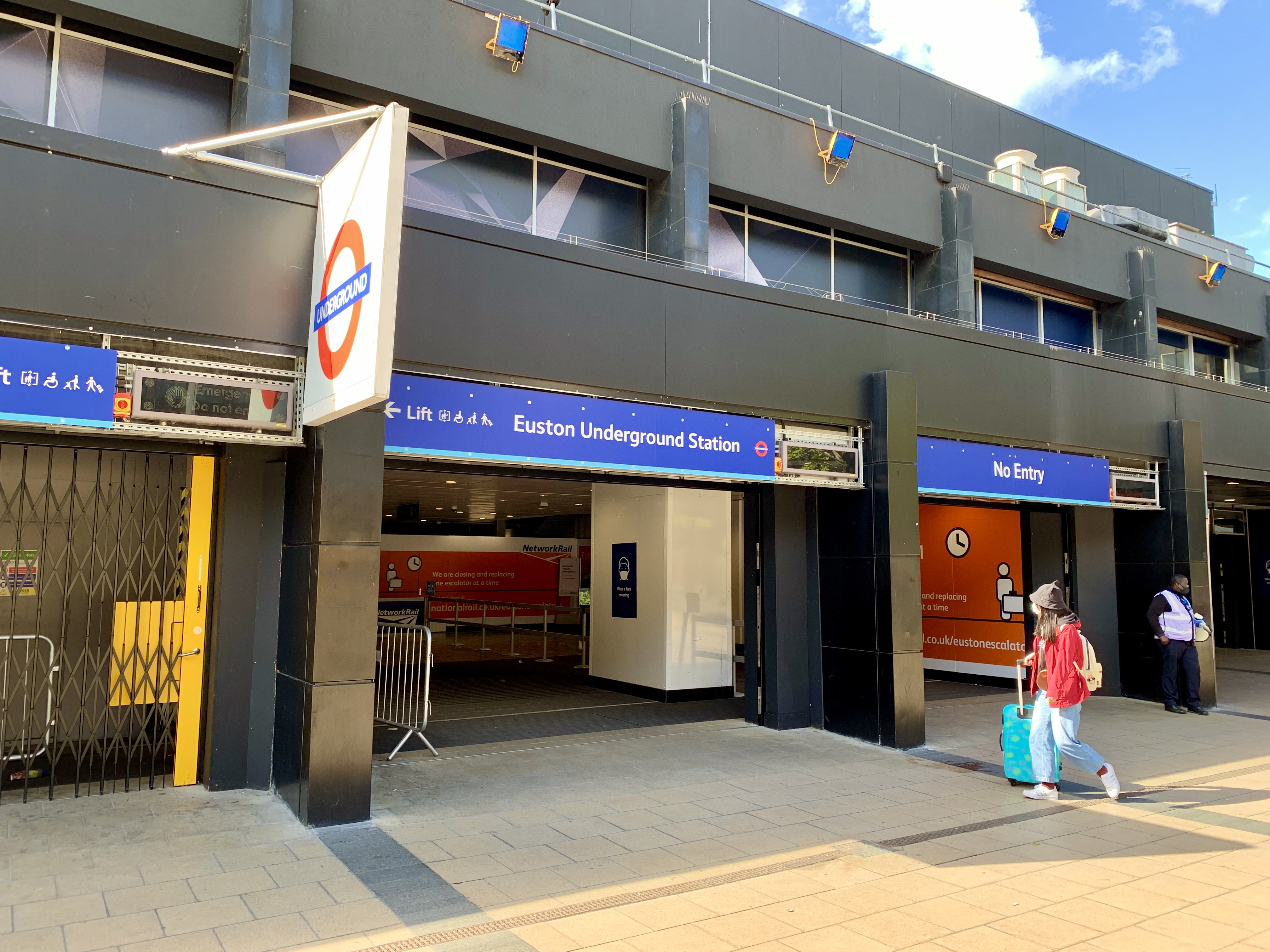
Das Stationsgebäude

Euston [ˈjuːstən] ist eine unterirdische Station der London Underground im Stadtbezirk London Borough of Camden. Sie befindet sich unter dem Hauptbahnhof Euston in der Travelcard-Tarifzone 1 und ist Kreuzungspunkt der Victoria Line mit den zwei Teilstrecken der Northern Line (über Bank bzw. über Charing Cross). Im Jahr 2011 nutzten 35,32 Millionen Fahrgäste die Station.
Die Station Euston Square der Circle Line befindet sich nicht unter dem Bahnhof, sondern etwa 250 Meter südwestlich davon. Sie ist nur über viel befahrene Straßen erreichbar. Neben dem Bahnhof Tottenham Court Road und dem offiziell dazu auserkorenen Bahnhof Holborn ist Euston eine der drei U-Bahn-Stationen in der Nähe des British Museums.

## Geschichte

### Northern Line

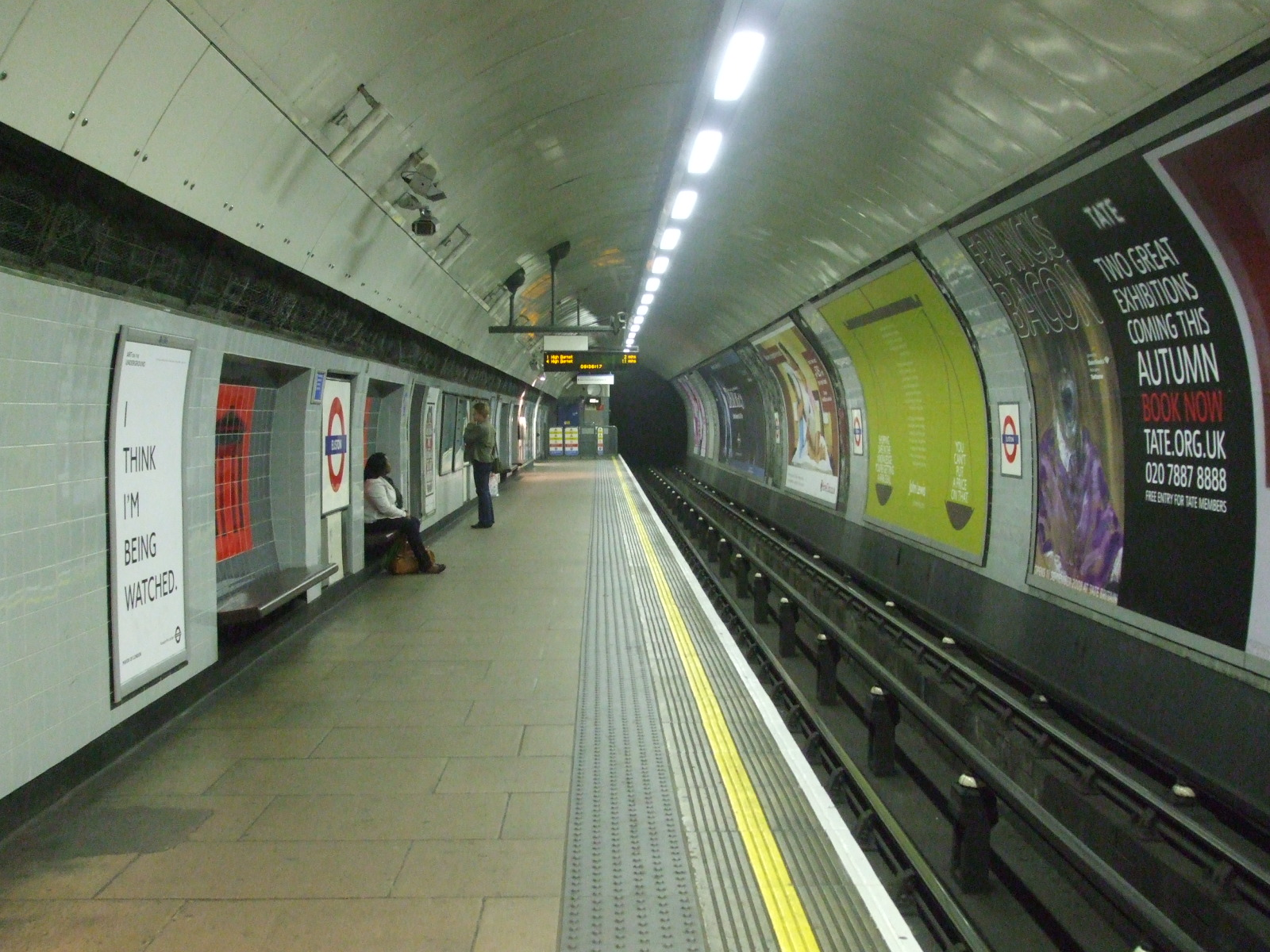
Bahnsteig der Northern Line (Bank-Ast) in Richtung Norden

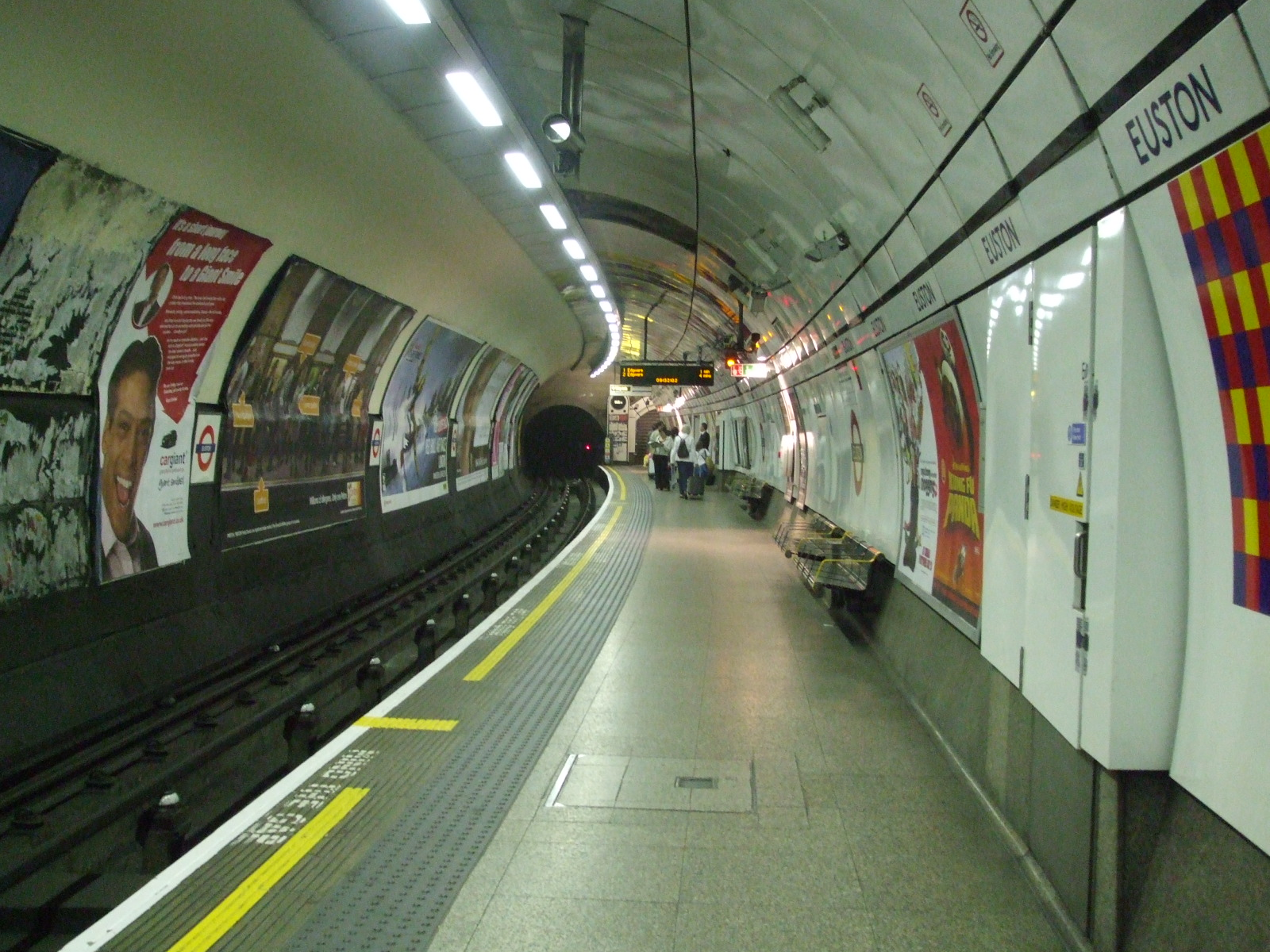
Bahnsteig der Northern Line (Charing Cross-Ast) in Richtung Norden

Am 12. Mai 1907 eröffnete die City and South London Railway (C&SLR, heute der Bank-Ast der Northern Line) eine Station unter dem Bahnhof Euston. Sie war die Endstation einer neu gebauten Verlängerung von Angel aus. Erbaut war sie in der üblichen C&SLR-Bauweise (Inselbahnsteig in einem Tunnel mit großem Durchmesser). Das in einem ungewöhnlichen marokkanischen Stil errichtete Stationsgebäude befand sich an der Eversholt Street neben dem Kopfbahnhof der London and North Western Railway. Der Zugang erfolgte über Aufzüge und Treppen.
Die Charing Cross, Euston and Hampstead Railway (CCE&HR, heute der Charing-Cross-Ast der Northern Line) eröffnete wenige Wochen später, am 22. Juni 1907, ihre Stammstrecke zwischen Charing Cross und Archway (damals Highgate genannt), mit einer Zweigstrecke nach Golders Green.
Ursprünglich war geplant, die Strecke in einer geraden Linie von Warren Street nach Camden Town zu führen. Doch die Gesellschaft entschied sich für einen kleinen Umweg, um das Fahrgastpotential des Bahnhofs ausschöpfen zu können. Das Stationsgebäude entstand etwas westlich der Bahnhofshalle. Es war von Leslie Green entworfen worden und bestand aus den für CCE&HR-Stationsbauten typischen glasierten Terrakotta-Ziegeln.
Obwohl getrennt errichtet und betrieben, waren die Stationen der C&SLR und der CCE&HR nahe genug, um miteinander verbunden zu werden. Der Umstand, dass die beiden Gesellschaften keine direkten Konkurrenten waren, begünstigte dieses Vorhaben. Zwischen den Aufzügen der C&SLR und dem östlichen Ende des CCE&HR-Bahnsteigs wurde bald nach der Eröffnung ein leicht geneigter Fußgängertunnel gebaut.
Gleichzeitig baute man einen zweiten Fußgängertunnel, der vom ersten Tunnel zu einem Schacht mit weiteren Aufzügen und einer Nottreppe führte. Von dort aus konnte die Haupthalle des Bahnhofs erreicht werden. Die Gesellschaften besaßen weiterhin separate Eingänge und Aufzüge, doch bald setzte sich die Erkenntnis durch, dass drei nahe beieinander liegende Eingänge nicht notwendig waren. Aus diesem Grund wurden die außerhalb des Hauptbahnhofs gelegenen Stationsgebäude geschlossen. Die früheren Eingänge blieben als Lüftungsschächte erhalten, während das C&SLR-Stationsgebäude einem Bauprojekt weichen musste.
1913 übernahm die Besitzerin der CCE&HR, die Underground Group, die C&SLR. Kurz darauf wurden Pläne erarbeitet, beide Linien zu verlängern und bei Camden Town und Kennington miteinander zu verknüpfen. Am 8. August 1922 schloss man die C&SLR-Strecke nördlich von Moorgate, um das Tunnelprofil zwecks Kapazitätssteigerung erweitern zu können. Der Betrieb wurde am 20. April 1924 wieder aufgenommen, inklusive einer zusätzlich errichteten Verlängerung nach Camden Town. Der Name der fusionierten Linie wurde 1926 in Morden-Edgware Line und 1937 schließlich in Northern Line geändert.

### Victoria Line

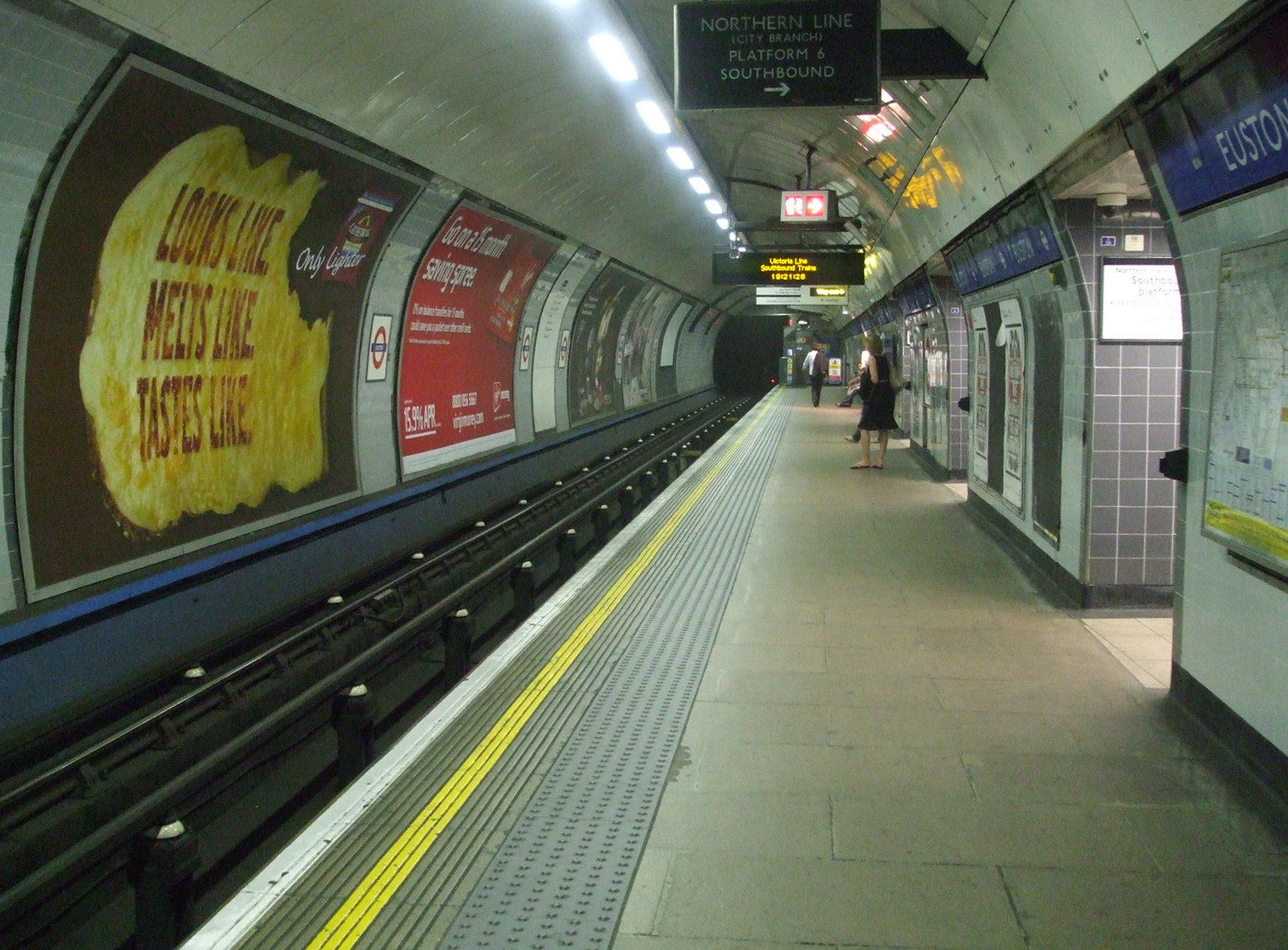
Bahnsteig der Victoria Line in Richtung Süden

Die Victoria Line plante man so, dass an möglichst vielen bestehenden Stationen zu anderen Schienenverkehrsmitteln umgestiegen werden kann und die bereits bestehenden Linien entlastet werden. Auch achtete man darauf, möglichst oft das Umsteigen am selben Bahnsteig zu ermöglichen. In Euston hatte der Mittelbahnsteig auf dem Bank-Ast der Northern Line seine Kapazitätsgrenze erreicht, weshalb man etwas weiter südlich einen neuen Bahnsteig baute. In der alten Tunnelröhre wurde eines der beiden Gleise entfernt, um mehr Platz zu schaffen.
Zwischen der alten und der neuen Tunnelröhre der Northern Line entstand parallel dazu eine neue Station für die Victoria Line. Um die zusätzlich zu erwartenden Fahrgäste aufnehmen zu können, baute man neue Verbindungswege, zwei Verteilerebenen mit Rolltreppen und eine Nottreppe. Am 1. Dezember 1969 wurde der vollständig neu errichtete Stationskomplex eröffnet und die alten Verbindungswege dienen seither als Ventilationsschächte.